# Peromyscus winkelmanni
Peromyscus winkelmanni is een zoogdier uit de familie van de Cricetidae. De wetenschappelijke naam van de soort werd voor het eerst geldig gepubliceerd door Carleton in 1977.